# NGC 7122
NGC 7122 est paire d'étoiles située dans la constellation du Capricorne,. L'astronome irlandais Edward Joshua Cooper a enregistré la position de celle-ci le 24 novembre 1854.